# Victims Family
Victims Family est un groupe américain de punk hardcore, originaire de Santa Rosa, en Californie. Avec leur mélange original de punk rock, de metal, de funk et de rock progressif influencé par le jazz, le groupe compte parmi les précurseurs du jazzcore.

## Histoire
Le chanteur Ralph Spight et le bassiste Larry Boothroyd se sont rencontrés au début des années 1980 lors d'un engagement de leurs anciens groupes à Santa Rosa. Spight se produit avec le groupe de rockabilly Pedestrians, tandis que Boothroyd jouait de la basse avec le groupe Skirtboys. Le style musical de Skirtboys est déjà un mélange de punk rock, de jazz et de funk. Après la dissolution de Skirtboys au début des années 1980, Spight et Boothroyd forment ensemble le groupe Victims Family, dont le nom est tiré d'une image du dessinateur Bernhard Kliban. Peu de temps après, le batteur Devon VrMeer est détourné du groupe de rock gothique local Fire Mission.
Au cours des premières années, le groupe enregistre quelques bandes de démonstration et fait des tournées dans différentes villes du sud des États-Unis. Victims Family ouvre un concert du groupe de punk hardcore Suicidal Tendencies à Petaluma en 1984 et joue un concert commun avec NOFX à Albuquerque en 1985. En outre, le groupe joue également un premier concert commun avec Dead Kennedys en 1985. C'est à l'occasion d'un autre concert à San Francisco que le groupe fait la connaissance de Ruth Schwartz de Mordam Records ; cette même label qui avait auparavant publié le premier album, également difficile à classer, du groupe Faith No More, sort également le premier album de Victims Family, Voltage and Violets. À cette époque, Schwartz était déjà connue pour la publication de groupes non conventionnels, ce qui vaut aux groupes distribués le titre de genre schwartzcore, qui ne perdure cependant pas en tant que désignation du genre.
En 1988, après deux albums studio et une tournée épuisante, Devon VrMeer quitte le groupe pour des raisons familiales, et est remplacé par Eric Strand, une tournée que Spight décrit encore sur le site web du groupe comme « la tournée 1987 en enfer ».
En 1992, Victims Family rejoint Alternative Tentacles. Ruth Schwartz avait auparavant introduit personnellement le groupe dans le label de Jello Biafra. Pour Alternative Tentacles, le groupe ernegistre d'abord The Germ. L'album est également produit à Vancouver par John Wright et est décrit par le label comme plus réfléchi et plus bruitiste que les premières publications. Après avoir présenté cet album lors de nombreux concerts, le groupe se sépare pour la première fois en 1992. La séparation, qui ne dure que dix mois, s'est terminée par un concert à guichets fermés au printemps 1993 à San Francisco et l'annonce rapide d'un nouvel album. Headache Remedy sort en 1994 et est suivi de tournées et de concerts en Europe et en Amérique. En 1995, le sixième et dernier album Four Great Thrash Songs sort. Le groupe enregistre l'album en direct lors de son concert final à Amsterdam, au Melkweg. À cette époque, la ville et le Melkweg avaient déjà une longue tradition pour Victims Family.
Depuis 2008, les trois premiers albums de Victims Family sont réimprimés par Saint Rose Records pour le marché américain. Une circonstance que le groupe soutient à chaque réédition par une tournée. En 2010, l'album à succès White Bread Blues sort de nouveau. 

## Discographie

### Albums studio
- 1986 : Voltage and Violets (Mordam Records, réédité en 2008 sur Saint Rose Records)
- 1988 : Things I Hate to Admit (Mordam Records, réédité en 2009 sur Saint Rose Records)
- 1990 : White Bread Blues (Mordam Records, réédité en 2010 sur Saint Rose Records)
- 1992 : The Germ (Alternative Tentacles)
- 1994 : Headache Remedy (Alternative Tentacles)
- 1995 : Four Great Thrash Songs (Alternative Tentacles)
- 2001 : Apocalicious (Alternative Tentacles)

### Singles et EP
- 1988 : Son of a Church Card / Quivering Lip (single, Mordam Records)
- 1991 : My Evil Twin sur Cry / My Evil Twin vec Coffin Break (split-EP, Rave Records)
- 1993 : Maybe if I... (Single, Alternative Tentacles)
- 2001 : Calling Dr. Schlesinger sur Fleshies / Victims Family (split-EP, Alternative Tentacles)
- 2012 : Have a Nice Day / Let's Cancel the Future (single, Alternative Tentacles)

### Samplers
- 1986 : Lock of Interest sur Viva Umkhonto! (Mordam Records / Konkurrel Records)
- 1990 : Burly Jalisco sur Sasquach, the Man, the Myth, the Compilation (Kirbdog)
- 1990 : Sinatra Mantra sur The Big One (Flipside Records)
- 1991 : Ill in the Head sur Virus 100 (Alternative Tentacles)
- 2002 : Fridge sur Apocalypse Always (Alternative Tentacles)